# Милутин Симић
Милутин Симић (27. март 1932 – 6. март 2006) био је српски и југословенски дипломата и генерални конзул СФР Југославије у Женеви и Стразбургу.

## Биографија
Милутин Симић рођен је 1932. године у Лазаревцу. Школовао се у Београду, где је завршио Филозофски факултет на Катедри за југословенску књижевност. Каријеру је започео у Аранђеловцу, као професор српског језика. Након што је успешно прошао пријеми испит за Министарство иностраних послова, одлази у Женеву где је ангажован као генерални конзул. По повратку из Женеве ради као саветник за спољна питања, након чега је још једном ангажован као генерални конзул, овога пута у Стразбургу.
Симић је познат по својим конзулским ангажовањима и разнородним интересовањима. За време свог боравка у Стразбургу пронашао је податке о заробљеним српским официрима у стразбуршкој тврђави током Другог светског рата, који су помоћу амбалажа добијених од Црвеног крста направили храм Светог Саве. Локалне власти су планирале да овај подвижнички храм српских заробљеника униште, и просторије пренамене, али је упорним ангажовањем Милутина Симића добијено обећање, а затим и одлука француских власти да ће цркву конзервирати. На основу овог догађаја написао је књигу Храм Светог Саве у околини Стразбурга.
Милутин је истраживао и до тада мало познати двогодишњи боравак Николе Тесле у Француској, а посебно у Стразбургу. Симић је успео да прикупи и обради богату грађу, обилазећи многе француске архиве, библиотеке и институције, као и да пронађе податке о све три адресе на којима је живео Никола Тесла док је боравио у овом граду. Његов допринос утицао је на то да Музеј Николе Тесле у Београду, поводом своје педесетогодишњице, објави Дневник из Стразбура (2002) – радне белешке Николе Тесле из овог града.
После више деценија дипломатске службе, Милутин Симић постао је члан Кабинета Јосипа Броза Тита и његов близак сарадник. Са њим је дочекивао угледне међународне госте, краљеве, председнике, шефове влада и министре. У овом периоду настају албуми фотографија које ће, након Милутинове смрти, супруга Надежда Симић поклонити Удружењу за културу, уметност и међународну сарадњу „Адлигат”. Фотографије пружају значајан увид у дипломатске догађаје Југославије, попут посете Кини у којој је Тита дочекао лично Мао Цедунг.